# Llera (Messico)
Llera è una municipalità dello stato di Tamaulipas, nel Messico centrale, il cui capoluogo è la omonima località.
Conta 17.333 abitanti (2010) e ha una estensione di 2.577,40 km².
Il paese deve il suo nome a Josefa de Llera, sposa di Don José de Escandón, conte di Sierra Gorda.